# Will Shortz
Will Shortz, né le 26 août 1952 à Crawfordsville, dans l'Indiana, est un verbicruciste américain.
Il est responsable de la rubrique des mots croisés du quotidien américain The New York Times, pour lequel il crée et sélectionne des grilles de mots croisés depuis 1993. Il anime également l'émission radiophonique Sunday Puzzle, diffusée chaque dimanche, dans le cadre de l'émission Weekend Edition, sur la radio publique américaine NPR.

## Biographie

### Jeunesse
Will Shortz est né en 1952 et a passé son enfance dans une ferme d'élevage de pur-sang arabe de la ville de Crawfordsville, dans l'État américain de l'Indiana. Il se passionne pour les casse-tête dès l'âge de huit ans, et a toujours voulu consacrer sa vie professionnelle à créer des jeux de réflexion.
Son parcours universitaire est partagé entre un cursus consacré au domaine du jeu, et un cursus consacré au droit, ce dernier étant le vœu de ses parents. Il étudie à l'Université de l'Indiana, l'étude des jeux de réflexion et casse-têtes, discipline qui prendra plus tard le nom d'énigmatologie,. Il y obtient son diplôme, et est, à ce titre, le premier diplômé connu dans le domaine de l'énigmatologie, celui-ci ayant eu la possibilité, lors de son programme universitaire individualisé, de choisir et personnaliser sa propre formation universitaire. Il y a fréquenté la fraternité Pi Kappa Alpha.
Il étudie ensuite à la faculté de droit de l'Université de Virginie; il en sort en 1977 diplômé d'un Juris Doctor, soit un doctorat en droit. Il ne poursuivra cependant pas dans le domaine du droit, préférant s'orienter dans le domaine des jeux de réflexion.

### Carrière
Will Shortz commence sa carrière au sein de Penny Press, un magazine de mots croisés, avant d'être embauché par Games, un magazine consacré aux jeux de réflexion. Il y reste durant 15 années. En 1993, il devient le créateur de mots croisés du quotidien américain The New York Times, quatrième verbicruciste dans l'histoire du journal.
En 1978, il fonde l'American Crossword Puzzle Tournament, un tournoi national annuel de mots croisés américains. Il fonde en 1992 le World Puzzle Championship, un tournoi international de jeux de réflexion.
Shortz est l'auteur de plus de 100 ouvrages, et possède une collection de plus de 20 000 livres, dictionnaires, ouvrages de références et magazines sur les jeux de réflexion et casse-tête, certains de ses ouvrages datant du XVIe siècle. Il est, au sein de la National Puzzlers' League dont il est membre, historien de l'association.
Pour ses cinquante ans, il reçoit une lettre personnelle du président américain Bill Clinton, admirateur de Will Shortz et grand amateur de ses mots croisés.

## Dans la culture populaire
Will Shortz est l'objet d'un documentaire de Patrick Creadon, Wordplay, sorti en 2006. Plusieurs amateurs de ses mots croisés témoignent dans le documentaire, dont le président américain Bill Clinton, l'humoriste et animateur de télévision Jon Stewart, le réalisateur Ken Burns, les membres de Indigo Girls et le joueur de baseball Mike Mussina.
Will Shortz apparaît également dans Échange de mots croisés, 6e épisode de la 20e saison de la série télévisée d'animation Les Simpson. L'épisode est d'ailleurs inspiré du documentaire Wordplay.
Il apparaît dans le 22e épisode de la 5e saison de la série How I Met Your Mother.
Shortz a été l'invité de différents talk-shows, dont les émissions Martha Stewart Living, Oprah, The Daily Show de Jon Stewart et The Colbert Report de Stephen Colbert.